# Mistica fascista
La mistica fascista fu una corrente di pensiero tutta interna al fascismo, basata su un'etica guerriera che prediligeva il fideismo volontaristico e l'attivismo dell'azione, in una fusione di teoria e prassi. 

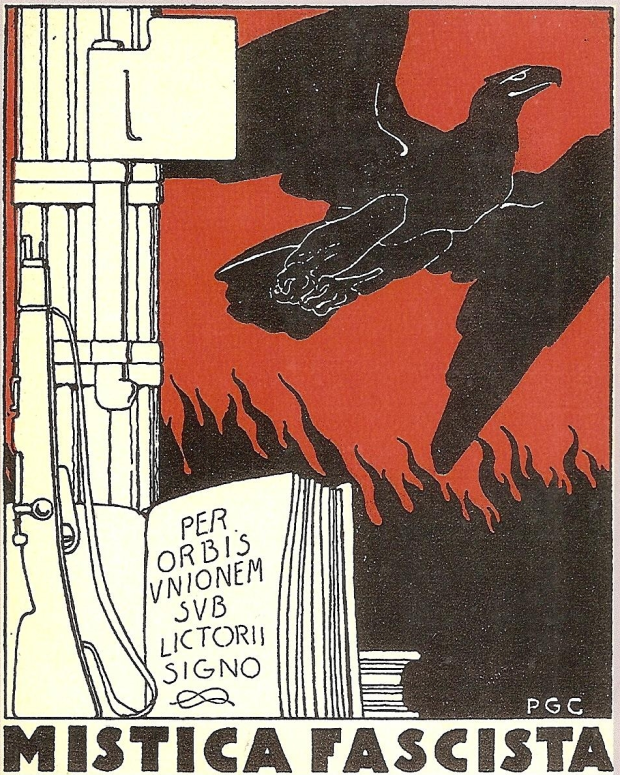
Frontespizio dell'opera di Niccolò Giani La Marcia sul Mondo (1932), col motto latino della sua scuola: «per orbis unionem sub Lictorii signo»

 All'interno della Scuola di mistica fascista Sandro Italico Mussolini, fondata a Milano il 10 aprile 1930 e attiva fino al 1943, queste tematiche furono il principale oggetto di studio da parte di diversi intellettuali fascisti che tentarono di uscire da un ambito esclusivamente politico per crearne uno spirituale.
La Mistica fascista si sviluppò in particolare per l'impegno costante di Niccolò Giani con l'appoggio determinante di Arnaldo Mussolini. Anche in alcune università italiane fu istituita la cattedra di Mistica fascista.

## Storia

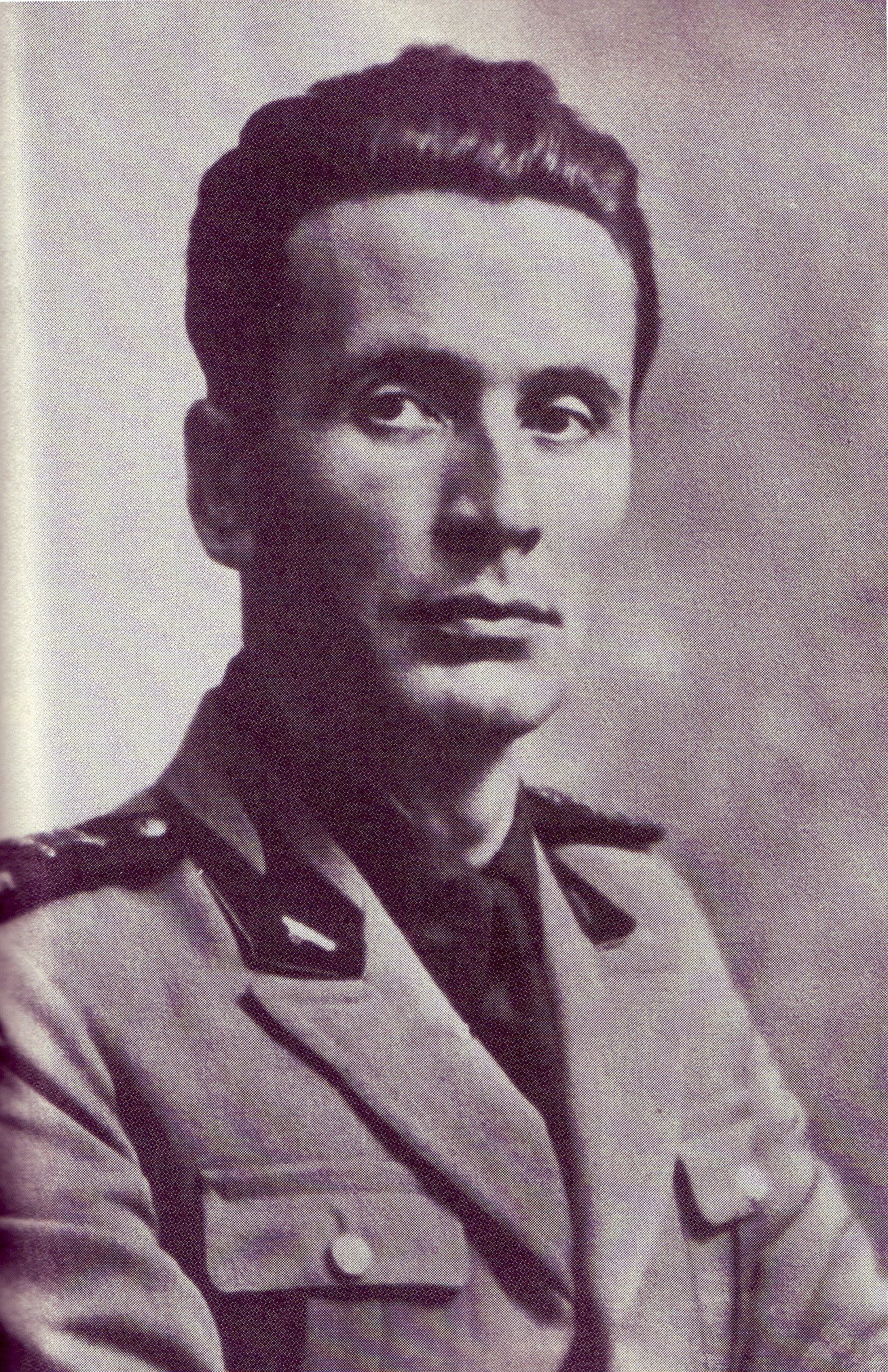
Niccolò Giani, principale ispiratore della scuola di mistica fascista

La scuola di pensiero avviata da Giani assunse il nome di «mistica», come scrive lui stesso, utilizzando la definizione che ne dà il filosofo francese Louis Rougier:
(Louis Rougier in Niccolò Giani, La marcia sul mondo del 9-15 ottobre 1932)
In linea con Rougier, Giani ribadisce nel manifesto programmatico, «che il fascismo ha una sua "Mistica", in quanto ha un complesso di postulati morali, sociali e politici, categorici e dogmatici, accettati e condivisi senza discussione da masse e da minoranze... ripone il proprio credo in Benito Mussolini quale Duce infallibile e creatore della civiltà fascista. Nega che all'infuori del Duce abbia padri spirituali o putativi...».
L'apertura della Scuola servì quindi per permettere ai suoi adepti di dedicarsi completamente a una sorta di culto verso Mussolini, meditando sugli scritti e sui discorsi del Duce, e vivendo la sua dottrina con uno spirito di assoluta fedeltà e intransigenza, come specificato nella voce «mistica fascista» presente nel Dizionario di Politica edito dal Partito Nazionale Fascista nel 1940:
(Dal Dizionario di Politica, a cura del Partito Nazionale Fascista, Vol III, pp. 185–186, Roma 1940)
L'utilizzo del termine "mistica" causò la vivace reazione di una parte della Chiesa cattolica per la consueta attinenza del termine alla sfera prettamente religiosa. Nella concezione dei mistici tuttavia la propria sfera d'azione era nell'ambito politico senza pericolo di sovrapposizione dei due mondi. Lo stesso Giani ribadì la separazione: «Né la Chiesa deve fare della politica, né lo Stato deve fare della religione. Fascisti cattolici, perciò, o cattolici fascisti, se più piace, ma fascisti: ricordiamocelo».
Ancora oltre si spinse il sacerdote di Ischia Onofrio Buonocore che ritenne la mistica fascista come «la testimonianza di un'Italia non più divisa ma rinnovata e pacificata sotto le insegne papali e littoriali». Nel febbraio 1937 il cardinale di Milano Ildefonso Schuster tenne un discorso presso la Scuola di mistica fascista.

## Punti dottrinari

### Il culto del Duce
All'interno del magma dottrinario fascista che ebbe come punto di riferimento la scuola di mistica fascista, convissero quindi personalità molto diverse fra di loro. Esiste tuttavia una connotazione comune fra i padri fondatori della Scuola che si riflette nei principio informatore cui essi diedero vita: la piena affermazione del culto di Mussolini, cioè il Duce identificato come la sua concretizzazione. Da qui discese la piena affermazione del culto di Mussolini seguita dalla Scuola di mistica fascista. Secondo Daniele Marchesini «la fonte, la sola vera, unica fonte della mistica è infatti Mussolini, soltanto, esclusivamente Mussolini.»
La dedizione al Duce ed alla sua linea politica si spingeva infatti fino al sacrificio della vita, così come il matrimonio e la generazione di prole venivano intesi come omaggio a Mussolini che, secondo uno studioso dell'epoca, «riusciva ad educare gli italiani col semplice guardarli negli occhi.» Secondo un noto intellettuale italiano «...un che di esercito e di chiesa ha, vuole avere, questa pattuglia di fascisti devota a Mussolini sino al fanatismo» Il culto di Mussolini e lo studio del suo pensiero non furono solo all'origine della Scuola di mistica, ma assunsero una centralità indiscussa sia nei corsi tenuti presso di essa, sia negli articoli pubblicati su Dottrina fascista.
Accanto all'esaltazione della figura del Duce, fondatore e guida spirituale del fascismo, i mistici svilupparono:
- Una visione mistica della rivoluzione fascista[18]
- Una "pedagogia mussoliniana"[19]
- Una devozione particolare per Arnaldo Mussolini, visto come maestro spirituale. Anche i genitori del duce venivano visti, dai giovani fascisti, in un alone di santità.[18].
- L'individuazione di una ipotetica razza italica, come parte della grande famiglia indoeuropea. Quest'ultima era vista da taluni, nella sua accezione puramente biologica (Giovanni Preziosi), mentre da altri, come «idea e mito» (Julius Evola)
- La discriminazione fra razze, e in particolare fra quella ariana e quella ebraica, irriducibile nemica della prima. Conseguenza diretta di tale inconciliabilità razziale fu la diffusione dell'antisemitismo, che, poco presente nel corpus dottrinario della mistica fascista nella prima metà degli anni trenta[20], vi si sviluppò vigorosamente a partire dal 1936-1937
- la certezza che «l'unica fonte della dottrina fascista fosse il pensiero del suo capo»[21]

Niccolò Giani pubblicò, nel 1939, i dieci punti fondanti della Scuola di mistica fascista Sandro Italico Mussolini col nome di Decalogo dell'italiano nuovo, firmati da Arnaldo Mussolini sulla rivista Dottrina Fascista.

### La missione civilizzatrice di Roma
Altra connotazione comune fra i padri fondatori della Scuola mistici fu il credere fermamente in una idea di Italia portatrice di una missione civilizzatrice nel mondo. Missione che trae le proprie origini storiche dall'Impero romano fino ad arrivare all'Italia fascista. Dalla caduta di Roma in poi l'eredità dell'Impero romano era stata raccolta dalla Chiesa Romana garantendone la sopravvivenza e attraversando diversi stadi come l'Umanesimo. Secondo i mistici la missione civilizzatrice di Roma imperiale è partita nuovamente in seguito alla Marcia su Roma e una volta diffusasi in Italia, concretizzata nella Rivoluzione fascista, attende di essere esportata nel mondo
(Niccolò Giani in La marcia sul mondo del 9-15 ottobre 1932)

### Volontarismo eroico
Secondo i "mistici", caratteristica dell'Uomo nuovo «...che non vuole essere un fuscello in balia delle leggi cosmiche ma una volontà capace...» era il saper reagire alle avversità.
Guido Pallotta, in polemica con il razionalismo e l'intellettualismo sottolineò che:
(Guido Pallotta)
Secondo Giani, infatti, il fideismo che comunque caratterizza la "mistica" è soltanto una prima fase del loro pensiero. I mistici devono essere sia uomini di pensiero che d'azione, unendo la teoria alla prassi, perché il pensiero mistico ha bisogno di volontari che siano disposti a diffondere il proprio pensiero. Investitura che secondo Giani era stata data direttamente da Mussolini, il quale avendo investito sui giovani li portava a considerarsi quasi come degli "apostoli" impegnati nella diffusione della dottrina fascista.

### L'«Europa del Toro» e l'«Europa dell'Ariete»
Giani vedeva in Europa lo scontro tra due diverse concezioni, da una parte il mondo mediterraneo vicino alla tradizione greca e di Roma fondata sullo spirito che definisce come l'«Europa dell'Ariete», e dall'altra una visione materialista, nata dalla Rivoluzione francese che aveva dato vita al materialismo violento che definì come l'«Europa del Toro».
Queste due posizioni inconciliabili, di cui era esempio la contemporanea guerra di Spagna, sarebbero prima o poi venute allo scontro. Per Giani quindi il nemico era rappresentato dall'Europa materialista concretizzatasi nei governi di Parigi, Londra e Mosca e di cui sarebbe stata parte integrante la cultura ebraica. Conseguenza diretta fu la diffusione dell'antisemitismo che, poco presente nel corpus dottrinario della mistica fascista nella prima metà degli anni trenta, vi si sviluppò vigorosamente a partire dal 1936-1937. Una parte importante nello sviluppo dell'antisemitismo della Scuola, nella sua accezione di «idea e mito», la rivestì Julius Evola.
(Niccolò Giani)
Sempre in questa ottica Giani approvò l'avvicinamento dell'Italia alla Germania.
(Niccolò Giani)

## Principali esponenti
Pur considerandosi la mistica fascista una "corrente di pensiero" esclusivamente italiana e fondamentalmente dedita al culto della personalità, si autodichiarava ispirata anche da pensatori stranieri, come Rougier citato dallo stesso Giani o come Georges Sorel e Henri Bergson citati da Nino Tripodi, anche se questi ultimi furono importanti nel predeterminare uno stato d'animo nei giovani mistici più che fornire delle linee guida. Secondo il filosofo Enzo Paci il misticismo come buona parte della cultura dell'epoca era influenzato da Nietzsche e Sorel.
(Enzo Paci)
In realtà, i principi della mistica fascista furono formulati in massima parte da Niccolò Giani e da un ristretto gruppo di giovani insegnanti fascisti legati alla sua scuola (fra cui Guido Pallotta e Berto Ricci), da alcuni alti gerarchi (fra cui Ferdinando Mezzasoma, Giuseppe Bottai), da scrittori e giornalisti di provata fede fascista (Telesio Interlandi, Virginio Gayda) e dallo stesso Benito Mussolini, che in ultima analisi tracciò le direttrici culturali che si sarebbero dovute seguire nell'elaborazione delle discipline "fasciste" e nelle linee guida afferenti alla politica della stessa scuola di mistica. Attorno a questo nucleo "duro" ruotarono intellettuali di alto profilo fra cui Paolo Orano, Luigi Stefanini (che oltretutto fu per lungo tempo consultore, cioè consulente della Scuola di mistica) e Julius Evola.
L'idealista Giovanni Gentile e il cattolico Armando Carlini, suo allievo ed amico, sembra invece abbiano avuto un ruolo alquanto marginale all'interno del "misticismo" fascista, sebbene, nonostante la forte contrapposizione nei loro riguardi soprattutto sul tema della religione e della trascendenza del divino, si possano trovare dei punti di contatto con l'attualismo circa il primato dell'azione, e l'idea di politica come pedagogia.
Niccolò Giani pubblicò, nel 1939, sulla rivista Dottrina Fascista i dieci punti fondanti della Scuola di mistica fascista Sandro Italico Mussolini col nome di Decalogo dell'italiano nuovo, tratti da scritti e discorsi di Arnaldo Mussolini per il quale si nutriva una devozione particolare, visto come maestro spirituale. La partecipazione di alcuni fra i massimi rappresentanti dello spiritualismo cattolico del tempo e del neotomismo, al dibattito sulla mistica fascista e ai seminari organizzati dai "mistici" è innegabile. Fra questi segnaliamo Umberto Padovani, docente di filosofia morale presso l'Università Cattolica di Milano e, soprattutto, Gustavo Bontadini, che nel febbraio 1940 partecipò a Milano a un convegno di mistica fascista dal titolo:
Antiintellettualismo e antirazionalismo della filosofia italiana. L'architetto istriano Giuseppe Pagano (architetto) fu anche parte della scuola e dirigeva la sezione artistica.

## Influenza di Julius Evola

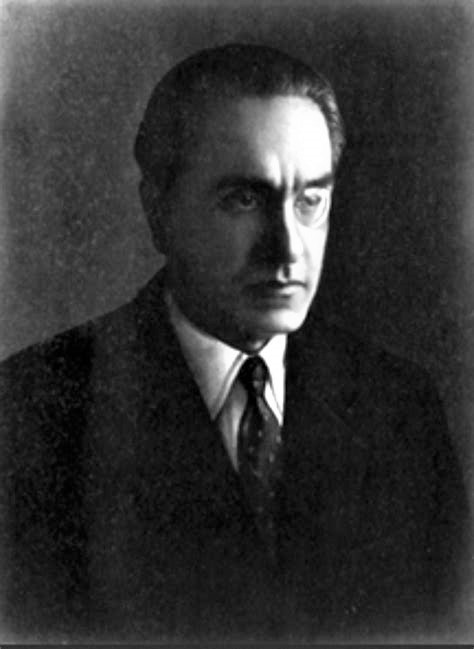
Julius Evola

Tuttora oggetto di dibattito è l'accoglimento, da parte dei mistici fascisti della scuola, del pensiero di Julius Evola (che collaborò con la scuola e fu per un certo periodo nel comitato di redazione della rivista della scuola), e forse, tramite quest'ultimo, di René Guénon. Guénon fu conosciuto in Italia grazie all'intermediazione dell'amico Julius Evola che curò la pubblicazione di molti suoi articoli nella rivista Il Regime Fascista. Dal carteggio Evola-Guénon (1934-1940) non risulta tuttavia che quest'ultimo fosse a conoscenza dell'esistenza di una scuola di mistica fascista.
La posizione sul "continuum" storico a partire dall'Impero romano fu apprezzata da Evola ma con una diversa impostazione. Evola riteneva importante il recupero della società tradizionale dello Stato includendo in questo anche gli aspetti aristocratici e pagani che definì "ghibellinismo". Le tematiche tradizionaliste del "ghibellinismo" evoliano, pur essendo presenti nella Mistica sfumano per tenere un atteggiamento prettamente legato al binomio "romano-cattolico".
L'Evola che probabilmente più influì sui mistici fascisti non fu quindi quello eterodosso legato al mito del neopaganesimo (Imperialismo pagano è del 1928) né il critico della modernità attestato su convincimenti ultratradizionalisti (Rivolta contro il mondo moderno, 1934), bensì quello chiaramente schierato su posizioni antisemite e razziste. Posizioni che emersero in relazione soprattutto alla campagna ebraica scatenata dal regime nel 1936-1937, sulla scia di quelle di Paolo Orano, seppur diffuminate da una non ben chiara matrice spirituale (Il mito del sangue, 1937), in piena sintonia con Niccolò Giani. L'attività di quest'ultimo fu infatti in gran parte assorbita, fra il 1938 e il 1940, dal sostegno alle leggi razziali del 1938.
Secondo diversi storici, l'incontro tra Julius Evola e la Scuola di Mistica Fascista è da ascriversi nella prospettiva più ampia di operare una rettificazione in chiave tradizionalista del regime fascista italiano. Evola, mosso da quello che Stefano Zecchi, parlando di Cavalcare la tigre, ha inteso come filosofia della responsabilità, ha cercato per tutta la durata del ventennio di realizzare simili tentativi correttivi senza tuttavia riuscirvi (in questo quadro anche l'opera giovanile Imperialismo Pagano). A dimostrare ciò vi è lo sconforto e il distacco con cui Evola commentò nel dopoguerra l'esperienza della Scuola di Mistica Fascista:
(Julius Evola, Il fascismo. Saggio di una analisi critica dal punto di vista della Destra, pp. 95-96, Roma, Volpe 1964.)

### Opere di mistica fascista
- Arnaldo Mussolini, Coscienza e dovere Archiviato il 18 dicembre 2012 in Archive.is., Raido, Roma, 2007
- AA.VV. Quaderni della Scuola di Mistica Fascista Sandro Italico Mussolini, Roma, Dottrina Fascista, anni 1938-1942
- Julius Evola, Scritti di mistica, ascesi e libertà (1940-1941), Controcorrente, Napoli
- Niccolò Giani, La mistica come dottrina del fascismo, SMF, Milano, 1939-XVII
- Niccolò Giani, Perché siamo dei mistici, SMF, Milano, 1940-XVIII
- Niccolò Giani, Perché siamo antisemiti, Roma, Dottrina Fascista, I, 1939
- Armando Carlini, Filosofia e religione nel pensiero di Mussolini, Roma, Istituto nazionale fascista di cultura, 1934
- Hans F.K. Günther, Religiosità indoeuropea (con prefazione di Adriano Romualdi), Padova, Edizioni di Ar, 1970
- Gastone Silvano Spinetti, Mistica Fascista nel pensiero di Arnaldo Mussolini, Hoepli, Milano, 1936-XIV.
- Enzo Leoni, Mistica del razzismo fascista, La Tipografica Varese, 1941
- Ettore Martinoli, Funzione della mistica nella rivoluzione fascista, Trani, 1940

### Opere sulla mistica fascista
- Aldo Grandi, Gli eroi di Mussolini, Niccolò Giani e la scuola di mistica fascista, Milano, Rizzoli, 2004
- Tomas Carini, Niccolò Giani e la Scuola di Mistica fascista 1930-1943, prefazione di Marcello Veneziani, Mursia, Milano, 2009
- Francesco Cassata, «La difesa della razza». Politica, ideologia ed immagine del razzismo fascista, Torino, Einaudi, 2008
- Luca Fantini, Essenza mistica del fascismo totalitario. Dalla scuola di Mistica Fascista alle Brigate Nere, a cura dell'Associazione Culturale 1º dicembre 1943, Perugia, 2004
- Emilio Gentile, Il culto del Littorio. La sacralizzazione della politica nell'Italia fascista, Roma-Bari, Laterza, 1993
- Aldo Grandi, Gli eroi di Mussolini. Niccolò Giani e la Scuola di mistica fascista, Milano, Rizzoli (Edizioni BUR), 2004
- Michelangelo Ingrassia, L'idea di fascismo in Arnaldo Mussolini, Palermo, ISSPE, 1998
- Mario Isnenghi, Intellettuali militanti e intellettuali funzionari. Appunti sulla cultura fascista, Torino, Piccola Biblioteca Einaudi, 1979
- Luca La Rovere, Storia dei Guf. Organizzazione, politica e miti della gioventù universitaria fascista, 1919-1943, prefaz. di B. Bongiovanni, Torino, Bollati Boringhieri, 2003, pp. 321–329.
- Daniele Marchesini, La scuola dei gerarchi. Mistica fascista: storia, problemi, istituzioni, Milano, Feltrinelli, 1976
- Alessandra Tarquini, Il Gentile dei fascisti. Gentiliani e antigentiliani nel regime fascista, Bologna, Il Mulino, 2009, p. 345-351
- Luca Fantini, Essenza mistica del fascismo totalitario, 2004, Perugia
- Gianfranco De Turris, Esoterismo e fascismo: storia, interpretazioni, documenti, Edizioni Mediterranee, 2006
- Zeev Sternhell, Nascita dell'ideologia fascista, Milano, Baldini&Castoldi, 2002
- Chris Rowe, Sally Waller, A New Roman Empire? Mussolini's Italy, 1922-1945 [New ed.] 1408503123, 9781408503126	Oxford University Press	2014